# Bornåsjön
Bornåsjön är en sjö i Älvdalens kommun i Dalarna och ingår i Dalälvens huvudavrinningsområde. Sjön har en area på 2,08 kvadratkilometer och ligger 449 meter över havet. Sjön avvattnas av vattendraget Galån.

## Delavrinningsområde
Bornåsjön ingår i det delavrinningsområde (683227-135579) som SMHI kallar för Utloppet av Bornåsjön. Medelhöjden är 464 meter över havet och ytan är 10,93 kvadratkilometer. Räknas de 11 avrinningsområdena uppströms in blir den ackumulerade arean 112,79 kvadratkilometer. Galån som avvattnar avrinningsområdet har biflödesordning 4, vilket innebär att vattnet flödar genom totalt 4 vattendrag innan det når havet efter 504 kilometer. Avrinningsområdet består mestadels av skog (56 procent) och sankmarker (22 procent). Avrinningsområdet har 2,08 kvadratkilometer vattenytor vilket ger det en sjöprocent på 19 procent.